# Marcus Bell
Marcus Udall Bell (St. Johns, 19 luglio 1977) è un ex giocatore di football americano statunitense che ha militato nel ruolo di linebacker nella National Football League (NFL).

## Carriera
Bell fu scelto nel quarto giro (116º assoluto) del Draft NFL 2000 dai Seattle Seahawks. La sua migliore stagione fu quella del 2002, l'ultima con la squadra, in cui disputò tutte le 16 partite, di cui 9 come titolare, con 76 tackle, un sack, 5 passaggi deviati e 2 fumble forzati. Nel 2004 fece parte del roster degli Houston Texans senza mai scendere in campo.